# Maxwell Root
Pas d'image ? Cliquez ici
Maxwell Root (né le 15 février 1999) à San Diego aux États-Unis est un pilote de course automobile de nationalité américaine. Il participe, au volant de voitures de Grand tourisme à des championnats tels que le Championnat du monde d'endurance, le WeatherTech SportsCar Championship, le Michelin Pilot Challenge et le GT World Challenge America.

## Carrière
En 2018, Maxwell Root gagne la bourse Hurley Haywood GT3 Cup. Avec le soutien de l'IMSA et de Porsche, cela lui permet de participer au championnat monotype Porsche GT3 Challenge USA au sein de l'écurie américaine Wright Motorsports au volant d'une Porsche 911 GT3. Il participa ainsi à 16 courses durant lesquelles il monte à 5 occasions sur le podium. Cela lui permet de finir le championnat en 4e position avec 430 points.
En 2019, toujours au sein de l’écurie américaine Wright Motorsports, il poursuit son engagement dans ce même championnat mais avec plus de succès car sur les 16 courses qui le composent, il monte en 12 occasions sur le podium, dont 3 sur la plus haute marche, réalise 2 pole positions et 4 meilleurs temps en course. Cela lui permet de finir le championnat en 2e position avec 474 points. En fin d'année, à la suite des 8 Heures de Bahreïn, il a également l'opportunité de participer au rookie test du Championnat du monde d'endurance au sein de l'écurie allemande Team Project 1 en essayant ainsi une Porsche 911 RSR sur le Circuit international de Sakhir.

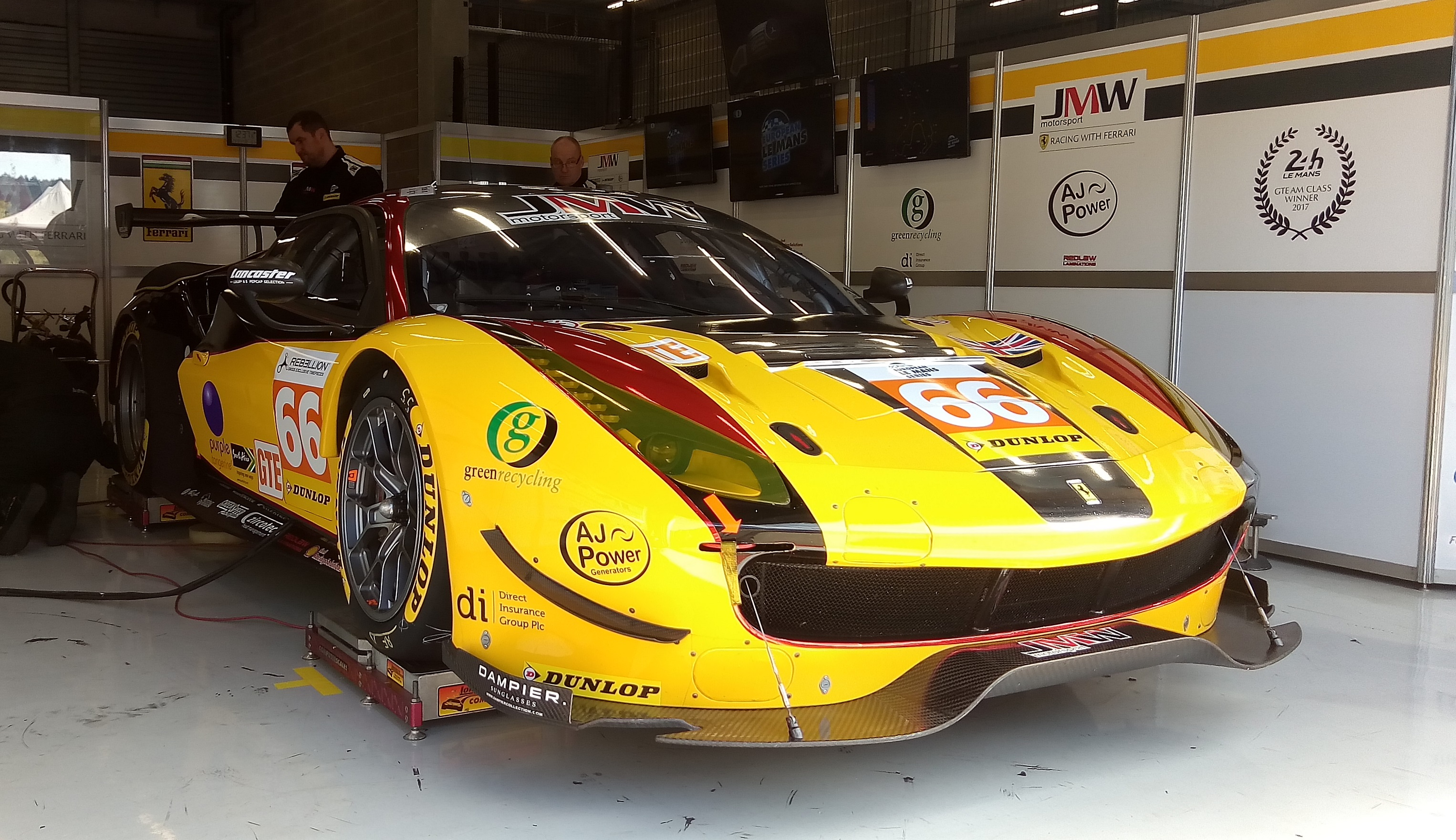
Une Ferrari 488 GTE de léécurie britannique JMW Motorsport

En 2020, toujours au sein de l'écurie américaine Wright Motorsports et au volant d'une Porsche 911 GT3, Maxwell Root se lance dans un nouveau championnat, le GT World Challenge America,. Il participe ainsi avec succès à huit courses durant lesquelles il monte à chaque occasion sur le podium dont six sur la plus haute marche, réalisant trois pole positions et six meilleurs temps en course. Cela lui permet de remporter le championnat en 1re position avec 150 points. Avec l’autorisation de Porsche, il agrémente également sa saison avec sa première participation aux 24 Heures du Mans au sein de l'écurie britannique JMW Motorsport au volant d'une Ferrari 488 GTE Evo avec comme copilotes le pilote américain Richard Heistand (de) et l'expérimenté pilote danois Jan Magnussen,.
En 2021, Maxwell Root commence sa saison par une participation aux 24 Heures de Daytona avec l'écurie britannique TF Sport au volant d'une Aston Martin Vantage AMR GT3, avec comme copilotes le pilote irlandais Charlie Eastwood, le pilote américain Ben Keating et le pilote britannique Richard Westbrook. Il participe ensuite à deux manches du championnat Michelin Pilot Challenge avec l'écurie américaine Wright Motorsports au volant d'une Porsche 718 Cayman Clubsport. Lors de celle-ci, il monta à chaque occasion sur le podium dont une sur la plus haute marche, réalisant deux pole positions,. En juillet, Maxwell Root participe aux 6 Heures de Monza avec l'écurie allemande Team Project 1, écurie pour laquelle il avait effectué un test quelques années auparavant. Il devait ensuite participer aux 24 Heures du Mans avec cette même écurie mais fut remplacé par le pilote américain Robby Foley.

## Palmarès

### Résultats aux24 Heures du Mans
| Année | Écurie         | Copilotes                           | Voiture             | Classe   | Tours | Pos. | Class Pos. |
| ----- | -------------- | ----------------------------------- | ------------------- | -------- | ----- | ---- | ---------- |
| 2020  | JMW Motorsport | Richard Heistand (de) Jan Magnussen | Ferrari 488 GTE Evo | LMGTE Am | 335   | 30e  | 6e         |

### Résultats aux24 Heures de Daytona
| Année | Écurie   | Copilotes                                      | Voiture                      | Classe | Tours | Pos. | Class Pos. |
| ----- | -------- | ---------------------------------------------- | ---------------------------- | ------ | ----- | ---- | ---------- |
| 2021  | TF Sport | Charlie Eastwood Ben Keating Richard Westbrook | Aston Martin Vantage AMR GT3 | GTD    | 744   | 28e  | 7e         |

### Résultats enChampionnat du monde d'endurance
| Année | Écurie         | Châssis            | Moteur                    | Classe   | 1   | 2   | 3      | 4   | 5   | 6   | Position | Points |
| ----- | -------------- | ------------------ | ------------------------- | -------- | --- | --- | ------ | --- | --- | --- | -------- | ------ |
| 2021  | Team Project 1 | Porsche 911 RSR-19 | Porsche 4,0 L Flat-6 Atmo | LMGTE Am | SPA | POR | MNZ 12 | LMS | BHR | BHR | 24e      | 0.5    |

### Résultats enWeatherTech SportsCar Championship
| Année | Écurie   | Châssis                      | Moteur                      | Classe | 1     | 2   | 3   | 4   | 5   | 6   | 7   | 8   | 9   | 10  | 11  | 12  | Position | Points |
| ----- | -------- | ---------------------------- | --------------------------- | ------ | ----- | --- | --- | --- | --- | --- | --- | --- | --- | --- | --- | --- | -------- | ------ |
| 2021  | TF Sport | Aston Martin Vantage AMR GT3 | Aston Martin 4,0 L V8 Turbo | GTD    | DAY 7 | SEB | MOH | BEL | WGL | WGL | LIM | ELK | LGA | LBH | VIR | ATL | 259      | 52e    |